# Кетлін Бут
Кетлін Бут (англ. Kathleen Hylda Valerie Booth, до шлюбу — Бріттен; 9 липня 1922 — 29 вересня 2022) — британсько-канадська програмістка, науковиця та інженерка, піонерка в області інформатики. Відома насамперед як розробниця першої мови асемблера — «автокоду» для ранніх комп'ютерних систем в коледжі Біркбек при Лондонському університеті.
Кетлін Бріттен народилася в місті Стаурбрідж графства Вустершир, отримала бакалаврський диплом в Лондонському університеті в 1944 і влаштувалася працювати молодшою науковою співробітницею в RAE в місті Фарнборо. З 1946 Кетлін Бріттен почала працювати в Біркбеку, де і досягла найбільших успіхів. У 1947 як асистентка Ендрю Дональда Бута супроводжувала його у відрядження США, в рамках якого вони відвідали Джона фон Неймана в Прінстонському університеті. Одним з результатів поїздки стала спільна стаття Бута і Бріттен «Загальні міркування з проєктування багатоцільового електронного цифрового обчислювача» (англ. General Considerations in the Design of an All Purpose Electronic Digital Computer), що описує поправки до проєкту ARC з урахуванням принципів фон-неймановської архітектури. Значною частиною її вкладу в роботу стала мова асемблера для ARC2, але теорією вона не обмежувалася і взяла участь у заснуванні та підтримці компонентів цього комп'ютера разом з іншою асистенткою Бута, Ксенією Світінг. Група Бріттен і Бута вважалася найменш численною з ранніх британських дослідних груп в області обчислювальних машин.
У 1950 році Кетлін Бріттен одружилася з Ендрю, змінила прізвище і народила сина і доньку.
Між 1947 і 1953 роками команда з Ендрю Бута і Кетлін Бріттен-Бут спроєктувала і сконструювала три різні машини: ARC (Automatic Relay Calculator, "Автоматичний калькулятор на реле "), SEC (Simple Electronic Computer, "Простий електронний комп'ютер "), і APE (X) C (All Purpose Electronic (X) Computer, «Багатоцільовий електронний комп'ютер»). Ендрю Бут в основному займалася конструюванням ЕОМ, а Кетлін Бут — їх програмуванням . Незважаючи на непропорційно розміру групи великий обсяг успішно виконаних робіт, фінансування та популярність її довгий час залишалися на незначному рівні. Комп'ютер APE (X) C, який запрацював уперше в травні 1952 і був повністю завершеним наприкінці 1953, справив значний вплив на комерційно успішну лінійку комп'ютерів HEC, яку випускала British Tabulating Machine Company (знаменита в числі іншого виробництвом криптологічних бомб під час Другої світової, після серії злиттів з 1998 року входить в Fujitsu).
У 1950 році Бріттен-Бут закінчила аспірантуру Лондонського університету у напрямку прикладної математики. Як сольно, так і в співавторстві написала ряд значущих статей і книг, серед яких особливо виділяють:
- «Автоматичні цифрові калькулятори» (1953)[19] — одна з перших книг, що демонструє стиль програмування «планування і кодування»;
- «Програмування автоматичного цифрового калькулятора» (1958)[20] — одна з перших книг з програмування комп'ютерів лінійки APE (X) C.

У 1958 році Кетлін Бріттен-Бут читала курс із програмування, що для тих років було великою екзотикою. У 1961 коледж Біркбек відмовив Ендрю Буту у власній лабораторії та кафедрі комп'ютерної інженерії, незважаючи на організовану ним самим фінансову підтримку з боку BTM, після чого і він, і Кетлін одночасно звільнилися — дослідження в галузі інформатики в Лондонському університеті на цьому тимчасово припинилися, а майже завершений ламповий комп'ютер ICT 1400 був переданий на кафедру чисельної автоматизації, звідки потрапив у Лондонську школу гігієни й тропічної медицини. Подружжя Бут покинуло «вулик соціалістичної посередності», поїхало в Канаду і влаштувалося в Університет Саскачевану, де пропрацювали з 1962 по 1972 рік, після чого синхронно перейшли в Університет Лейкхед, де Кетлін Бут стала професоркою, а її чоловік — ректором. Через кілька років після їх виходу на пенсію їхні діти закінчили той же виш.